# Opsanus phobetron
Opsanus phobetron är en fiskart som beskrevs av Walters och Robins, 1961. Opsanus phobetron ingår i släktet Opsanus och familjen paddfiskar. Inga underarter finns listade i Catalogue of Life.